# 意 (佛教)
意（Manas），音譯為末那，佛教術語，意指意識、意志、心靈。在早期佛教經典中，經常與心、識一同出現，被當成是同義詞。但是它們三者之間又有一些不同。意較常被用來指人類思考、理智的功能，執行想的功能，是六處、六根與六識之一。

## 字義
在梵文中，意（मनस्，Manas）起源自原始印歐單字*ménos（意為心靈），它來自於原始印歐字根*men-，意為思考、思量。古希臘語：（ménos）與英語：皆源自相同字根。

## 概論
在身體基本五種感官（眼、耳、鼻、舌、身）之外，人類的意識、思考功能，即是意。以十二處分類而言，意的外在對境，為法（意塵）。其內在的分辨功能，稱為意識。支持意識運作的根源，為意根。三者合和（觸），就形成苦、樂等等感受（受）

## 分類

### 第六識：意識
意（Manas），音譯為末那。
六根中，意根與法相觸，形成意處。以意根為所依而興起的識，稱為意識。法、意根與意識形成意識界。

### 第七識：末那識
末那识（羅馬化：manas-vijñāna）。
法相唯識宗所说八识中的第七识即末那识。

## 各派學說
《阿含經》中，對於心之多種不同活動並未精細剖解為不同概念，心有時亦稱意，有時亦稱識，心（citta）、意（Manas）、識（Vijñāna）三語詞混合使用，唯意較重心之思慮，識較重心之認知判斷。
部派佛教於心之作用則明顯區分，如〔俱舍論〕曰：「集起故名心，思量故名意，了別故名識。」〔大毘婆沙論〕曰：「滋長是心業，思量是意業，分別是識業。」但仍以為「義雖有而體是一」〔俱舍論〕「心即是意，意即是識。」「聲雖有異而體無別」〔大毘婆娑論〕。
識所依之根有六：眼、耳、鼻、舌、身、意，所取之境亦有六：色、聲、香、味、觸、法。依六根，緣六境，某一種根遇某一種境，即發生某一種識，識因此而分為六種，成為六識，即：眼識、耳識、鼻識、舌識、身識、意識。
前五識有形狀、處所，為可見之根，意識之根則否；前五識僅能各緣一境與現在，意識則能總緣一切境並兼緣過去與未來。而六識之體為一，起作用之門戶為六，經中喻為「六窗一猿」，以上慨係六識說之最早意義。
說一切有部是以過去意（無間滅意，samanantara-niruddha）的六識為意根。經量部以前念的第六意識為意根，另一說法稱經量部立色法為意根。大眾部等以現在意中之細心為意根。大乘唯識學派成立末那識（染污意，kliṣṭa-manas）作為意根。南傳上座部的意根，是識潛伏的心相續流，亦即「有分」（近似於細心之說），又以「胸中色物」（心基/心所依處）為此有分識的所依。
根據「佛學與科學研討會」陳家成和林杜娟的論文，「意根」被認為是指中樞神經系統能產生「清醒的意識運作」所必須的部份，即大腦半球與網狀構造。

### 唯識學派
大乘佛教唯識宗繼起，進一步將作用上之區分，推原至結構，認為作用不同，體亦有別，於是開列八識：眼識、耳識、鼻識、舌識、身識、意識（mano-vijñāna）、末那識、阿賴耶識。
前六識，稱「了別境識」，總名為「識」（mano-vijñāna），其作用偏於向外取境，能清晰識別對象。
第七識末那識，稱「思量識」（mano-vijñāna/kliṣṭa-manas），梵語與第六識意識同，玄奘音譯為「末那」，避免混淆，不過，在心意識分類中，末那識仍特名為「識」，其作用偏於向內思量自我而加執取的「意」。
第八識阿賴耶識（ālāya-vijñāna），亦名為「心」；就自相言，此識以所謂阿賴耶為自體相，阿賴耶梵語，漢譯云藏，稱「藏識」，主要功能在積集色心諸法種子，為我、法生之根據，如倉庫之能藏物。